# Комерінги
Комерінги — народ в Індонезії, в провінції Південна Суматра. Виявляють близьку спорідненість із лампунгами.
Назву отримали від однойменної річки Комерінг (індонез. Sungai Komering), уздовж якої живуть і яка є джерелом їхнього життя. Існують певні відмінності між групами у верхній та нижній течії річки Комерінг. До складу комерінгів включають також каю-агунгів, що живуть у низинних районах.

## Чисельність і розселення
Чисельність комерінгів за даними перепису населення Індонезії 2000 року становила 470 тис. осіб, 390 тис. осіб жило в провінції Південна Суматра (5,7 % її населення). 20 тис. комерінгів 1992 року жило в Джакарті. Під час проведення перепису населення 2010 року вони були включені до складу більшого об'єднання — народів Південної Суматри (індонез. Suku asal Sumatera Selatan).
Розселені в південній частині провінції Південна Суматра, вздовж річки Комерінг, що витікає з озера Ранау і впадає в річку Мусі біля міста Палембанг. Живуть в округах (індонез. kabupaten) Південний Верхній Оґан-Комерінг (індонез. Ogan Komering Ulu Selatan, район (індонез. kecamatan) Сімпанг, індонез. Simpang), Верхній Оґан-Комерінг (індонез. Ogan Komering Ulu, місто Бутараджа, індонез. Baturaja), Східний Верхній Оґан-Комерінг (індонез. Ogan Komering Ulu Timur, райони Белітанг, індонез. Belitang, Буаймаданг, індонез. Buay Madang, Мартапура, індонез. Martapura та Чемпака, індонез. Cempaka), Нижній Оґан-Комерінг (індонез. Ogan Komering Ilir, райони Каю-Агунг, індонез. Kayu Agung та Таджунглубук, індонез. Tanjung Lubuk) і Нижній Оґан (індонез. Ogan Ilir).
Понад два десятки сіл каю-агунгів розташовані в районі Каю-Агунг. Їхня чисельність оцінюється в 22 тис. осіб (2017).

## Мова
Говорять комерінзькою мовою (код ISO 639-3: kge), що належить до лампунзької групи малайсько-полінезійських мов. Комерінзька мова має кілька рис, що відрізняють її від малайської. Найбільшу ж подібність вона виявляє з лампунзькими мовами лампунг-апі та лампунг-нйо. Має 70 % спільної лексики з діалектом каліанда і 74 % з діалектом сунгкай мови лампунг-апі. Комерінги розуміють різні лампунзькі діалекти (каю-агунг, ранау, дая, лампунг-круй і лампунг-абунг) й можуть вести розмову з їхніми носіями, при цьому кожен із співрозмовників використовує в спілкування свою власну мову.
Комерінзька мова перебуває в активному використанні, всі групи населення користуються нею вдома та в селі на вулиці. Зберігається позитивне ставлення до рідної мови. Писемності немає, але існує словник, ведуться передачі на радіо, є відео.
Комерінзька мова поділяється на діалекти: верхньо-комерінзький, нижньо-комерінзький, каю-агунг, каю-агунг-аслі.
Більшість комерінгів також володіє індонезійською, національною мовою країни, її вивчають у школі. Поширена також мусі-малайська (палембанзька) — торгова мова Південної Суматри.

## Релігія
За релігією комерінги — мусульмани. Іслам має сильний вплив на культуру народу, комерінзькі музика, танці, бойові мистецтва розвивалися під впливом малайської та мусульманської культури. Змінити релігію дуже важко. Шлюби з особами, які не є мусульманами, заборонені, якщо ті попередньо не приймуть іслам.
Разом із тим, комерінги все ще вірять у духів і мають забобони. Часто викликають шамана для лікування хворих або для вигнання бісів.

## Господарство

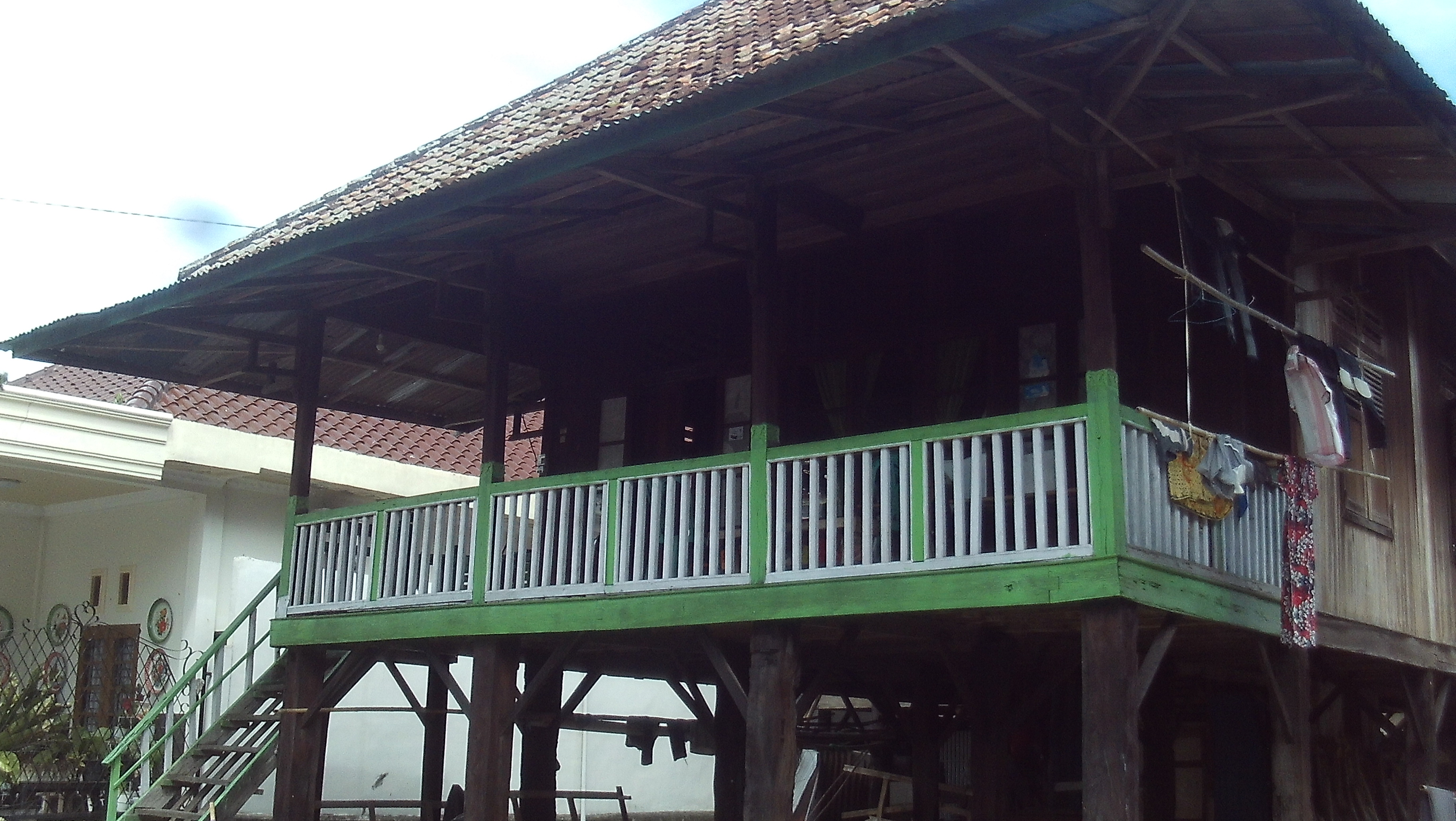
Будинок на палях в місті Каю-Агунг.

Основним заняттям комерінгів є землеробство, культивують рис на зрошуваних і богарних полях. Вирощують також кукурудзу, боби, маніок, овочі та фрукти. Існує два типи рисових полів залежно від способу поливу. У більшості районів розселення комерінгів використовується дощове зрошування. Рис тут садять один раз на рік, місцевий сорт дозріває за 6 місяців, хороший урожай можна отримати лише за достатньої кількості дощів. Використання річкової води для поливу полів існує лише в окремих місцевостях, переважно там, де зосереджене яванське населення.
Основною товарною культурою регіону є каучук. Він приносить основний дохід населенню. Вирощують каучукові дерева на плантаціях.
Тримають велику рогату худобу, кіз, курей та качок. У річках ловлять рибу. В деяких районах працюють на підприємствах видобувної галузі (нафта, золото, нікель, алмази, уран, вугілля). В лісах заготовляють деревину, каучук та ротанґ.
Серед каю-агунгів є люди, що займаються виготовленням посуду, торгівлею тощо. Багато представників цієї групи працює в містах торговцями, офісними працівниками, вчителями. Ще один спосіб заробити на життя, яким відомі каю-агунги, — стати дута, тобто злочинцем вищого класу у великих містах, який отримує великі гроші.

## Суспільство
Соціальні структури комерінгів сформувалися під впливом звичаю сімбурчагая (індонез. Simbur Cahaya), що склався у внутрішніх районах Південної Суматри за доби султанату Палембанг. У минулому кожне село (дусун), очолював сільський голова (керіо), який мав організовувати, регулювати й контролювати життя своєї громади. Голові допомагав керміт, він доводив новини до всіх мешканців дусуна.
Походження в комерінгів визначається за батьківською лінією. Основною є патрилокальна (нгалакі) модель проживання, коли молода пара після весілля живе з батьками чоловіка. Така форма шлюбу дозволяє утворювати розширені сім'ї. Проте нерідко має місце й матрилокальна (нгакук-анак) модель проживання, коли молоде подружжя живе в батьків дружини, а їхні діти належать до роду матері. Такі шлюби зазвичай укладаються, коли в родині дружини немає синів. Син такої пари буде спадкоємцем у родині матері.
Високий соціальний статус у каю-агунгів мають дута. Коли молодий чоловік збирається покинути рідне село і стати злочинцем, на проводи збирається все село, проводять спеціальну церемонію. Коли дута повертається додому, проводиться ще одна церемонія на знак подяки, що людина досягла успіху й повернулася живою. Навіть релігійні лідери каю-агунгів підтримують традицію дута.